# کهیر آدرنرژیک
کهیر آدرنرژیک به انگلیسی: Adrenergic urticaria، نوعی بیماری پوستی است که به صورت ماکول‌های قرمز کوچک (۵–۱میلی‌متری) و پاپول‌هایی با هاله‌ای رنگ پریده، ظرف مدت ۱۰ تا ۱۵ دقیقه پس از ناراحتی عاطفی ظاهر می‌شوند. تا کنون ده مورد از این بیماری در منابع پزشکی گزارش شده‌است و همهٔ موارد شامل نوعی محرک (قهوه، احساسات شدید) و در پی آن، افزایش کاتکول‌آمین و IgE است. درمان این بیماری، شامل مصرف پروپرانولول و اجتناب از آن محرک است.

## سازوکار
سازوکارهای (مکانیسم) زمینه‌ای این بیماری به‌طور کامل شناخته‌شده نیست، اما تحقیقات موجود نشان می‌دهد که کهیر آدرنرژیک با افزایش میزان کاتکول‌آمین در سرم خون مرتبط است. منشأ کهیرها به احتمال زیاد، انقباض عروق محیطی ناشی از کاتکول‌آمین در اطراف حلقه‌های اریتماتوز است که با ایجاد سایر انواع کهیرها همخوانی دارد.

## تشخیص
تشخیص این بیماری می‌تواند به صورت بالینی انجام شود یا از طریق تزریق جلدی آدرنالین یا نورآدرنالین، که باعث ایجاد آن بثورات می‌شود، یا با نظارت بر واکنش بدن به پروپرانولول، که بثورات را مهار و از تشدید آنها جلوگیری می‌کند. نمونه‌های بیوپسی کهیر آدرنرژیک، بافت‌های ادماتوز (ورم‌کرده) همراه با نوعی نفوذ التهابی نامشخص را نشان می‌دهند، و دید میکروسکوپ الکترونی، دگرانولاسیون ماست سل را نشان می‌دهد، که این، نظریهٔ پذیرفته‌شدهٔ حال حاضر را حمایت می‌کند مبنی بر این که این ماست سلها هستند که پاتوژنز را تنظیم می‌کنند.

## همچنین ببینید
- کهیر آکواژنیک
- کهیر
- ضایعه پوستی
- فهرست بیماری‌های پوستی